# Shane's Chess Information Database
Shane's Chess Information Database (Scid) est un logiciel applicatif de base de données portant sur les parties d'échecs, initialement développé par Shane Hudson. Il est open source et fonctionne sous Linux, Microsoft Windows et macOS.
Scid accepte le format standard PGN ainsi que son format propre. On peut l'utiliser en combinaison avec des moteurs d'échecs WinBoard ou UCI comme Crafty, GNU Chess, Fruit, Rybka ou Shredder pour analyser des parties. Il accepte les tables de finales jusqu'à cinq pièces.

## Aperçu
Scid peut classer les parties selon leur code ECO et dispose de possibilités de recherche de position étendues. On peut par exemple sélectionner les parties par matériel, joueur, couleur, année, résultat et code ECO.
Au moyen d'une fenêtre de maintenance, les doublons dans une base de données peuvent être éliminés.